# Solec-Zdrój (gmina)
Solec-Zdrój (do 1954 gmina Zborów, 1973–1975 gmina Solec) – gmina wiejska w Polsce położona w województwie świętokrzyskim, w powiecie buskim. W latach 1975–1998 gmina administracyjnie należała do województwa kieleckiego.
Siedziba gminy to Solec-Zdrój.
Na koniec 2010 r. gminę zamieszkiwało 4949 osób.

## Struktura powierzchni
Według stanu na 1 stycznia 2011 r. powierzchnia gminy wynosi 124,58 km².
W 2007 r. 84% obszaru gminy stanowiły użytki rolne, a 8% – użytki leśne.

## Demografia

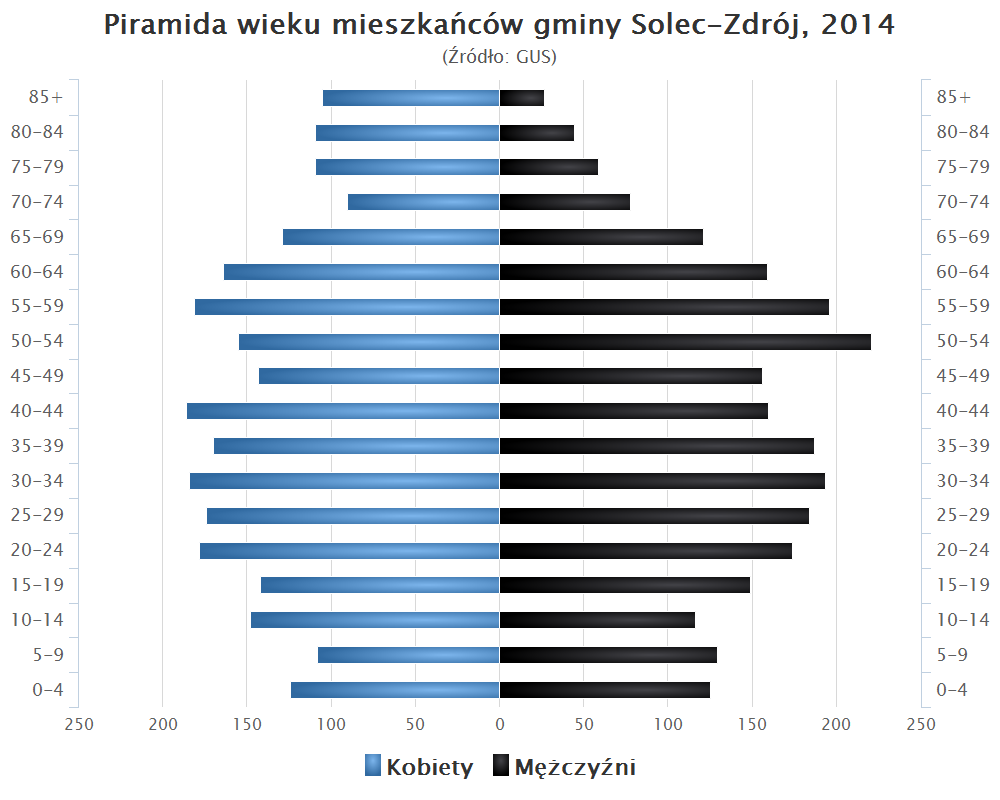
Piramida wieku mieszkańców gminy Solec-Zdrój w 2014 roku

Dane z 31 grudnia 2010 r.:
| Opis      | Ogółem | Ogółem | Kobiety | Kobiety | Mężczyźni | Mężczyźni |
| --------- | ------ | ------ | ------- | ------- | --------- | --------- |
| jednostka | osób   | %      | osób    | %       | osób      | %         |
| populacja | 4 949  | 100    | 2 530   | 51,1    | 2 419     | 48,9      |

## Budżet
Rysunek 1.1 Dochody ogółem w Gminie Solec-Zdrój w latach 1995-2010 (w zł)
| WYSZCZEGÓLNIENIE               | J. m. | ROK         | ROK         | ROK         | ROK         | ROK         | ROK         | ROK         | ROK         | ROK         | ROK         | ROK         | ROK           | ROK           | ROK           | ROK           | ROK           |
| WYSZCZEGÓLNIENIE               | J. m. | 1995        | 1996        | 1997        | 1998        | 1999        | 2000        | 2001        | 2002        | 2003        | 2004        | 2005        | 2006          | 2007          | 2008          | 2009          | 2010          |
| ------------------------------ | ----- | ----------- | ----------- | ----------- | ----------- | ----------- | ----------- | ----------- | ----------- | ----------- | ----------- | ----------- | ------------- | ------------- | ------------- | ------------- | ------------- |
| Dochody ogółem                 | zł    | 1 751 541,- | 4 113 602,- | 5 330 997,- | 6 731 430,- | 6 459 368,- | 6 879 703,- | 7 151 025,- | 7 418 079,- | 7 328 972,- | 8 104 963,- | 9 084 142,- | 12 369 797,38 | 10 728 016,12 | 12 315 705,17 | 13 308 518,93 | 20 599 787,38 |
| ZNAK                           | ±     | -           | +           | -           | +           | -           | +           | +           | -           | +           | +           | -           | +             | -             | +             | -             | +             |
| Nadwyżka/deficyt budżetowa(-y) | zł    | 58 119,-    | 691 020,-   | 53 713,-    | 150 320,-   | 163 726,-   | 14 385,-    | 549 398,-   | 210 412,-   | 169 211,-   | 256 873,-   | 1 033 424,- | 179 249,11    | 957 030,35    | 140 973,53    | 651 212,77    | 5 554 740,68  |
| ZNAK                           | Σ     | =           | =           | =           | =           | =           | =           | =           | =           | =           | =           | =           | =             | =             | =             | =             | =             |
| Wydatki ogółem                 | zł    | 1 693 422,- | 4 804 622,- | 5 277 284,- | 6 881 750,- | 6 295 642,- | 6 894 088,- | 7 700 423,- | 7 207 667,- | 7 498 183,- | 8 361 836,- | 8 050 718,- | 12 549 046,49 | 9 770 985,77  | 12 456 678,70 | 12 657 306,16 | 26 154 528,06 |

 Rysunek 1.2 Wydatki ogółem w Gminie Solec-Zdrój w latach 1995-2010 (w zł)

W 2010 r. dochody gminy w przeliczeniu na 1 mieszkańca wynosiły 4 143,99 zł, zaś wydatki gminy – 5 261,42 zł.

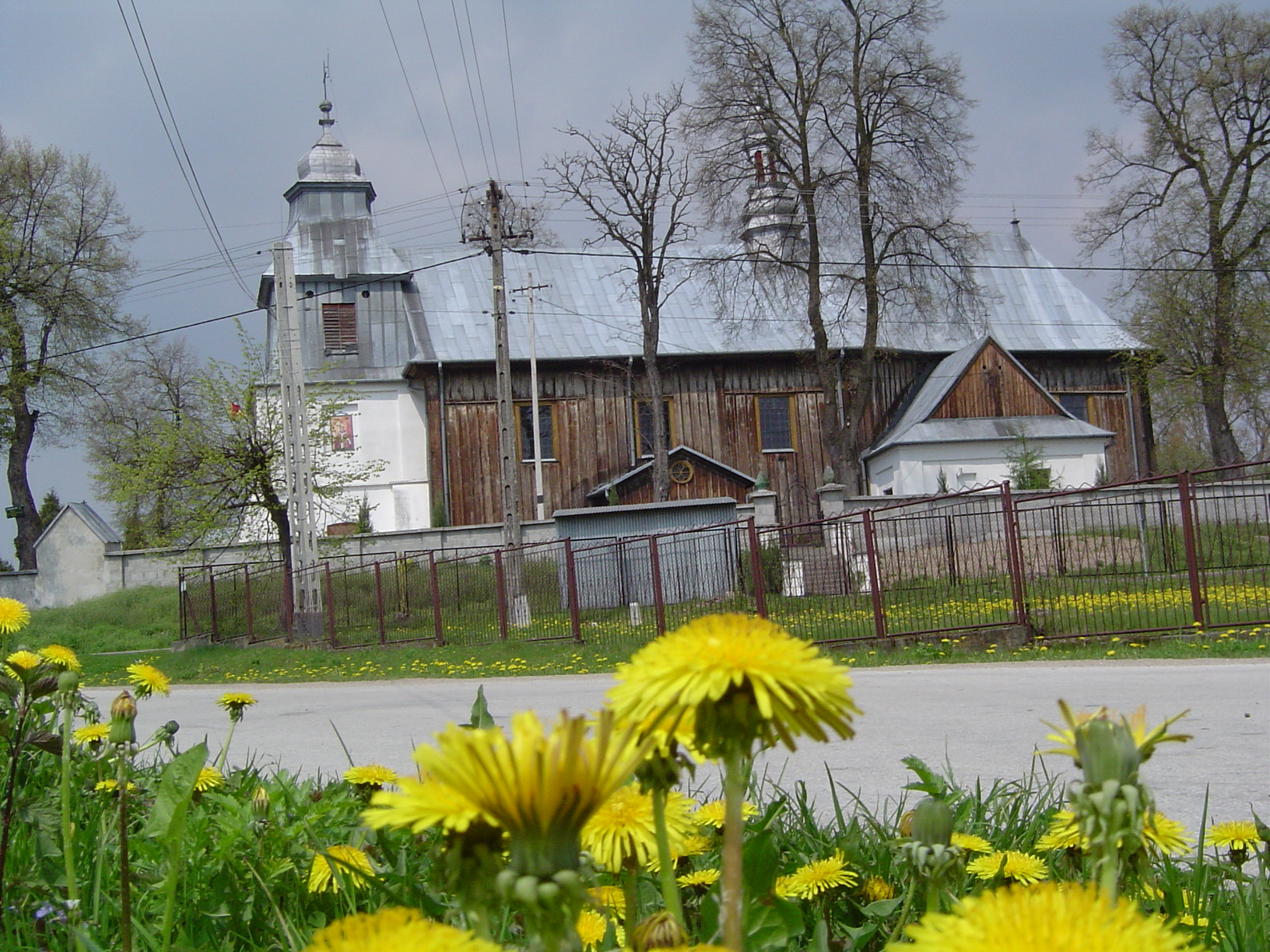
Kościół św Stanisława w Świniarach

## Sołectwa
Chinków, Kików, Kolonia Zagajów, Ludwinów, Magierów, Piasek Mały, Piestrzec, Solec-Zdrój, Strażnik, Sułkowice, Świniary, Wełnin, Włosnowice, Zagaje Kikowskie, Zagajów, Zagórzany, Zborów, Zielonki, Żuków

## Sąsiednie gminy
Busko-Zdrój, Nowy Korczyn, Pacanów, Stopnica